# سیارک ۴۱۵۱
سیارک ۴۱۵۱ (به انگلیسی: 4151 Alanhale، نامگذاری:1985HV1) چهار هزار و صد و پنجاه و یکمین سیارک کشف شده‌است که در ۲۴ آوریل ۱۹۸۵ کشف شد.
قدر مطلق سیارک برابر ۱۲٫۰۰ است.